# Dorud megye

Loresztán tartomány megyéinek elhelyezkedése

Dorud megye (perzsául: شهرستان درود) Irán Loresztán tartománynak egyik keleti megyéje az ország nyugati részén. Északon és északkeleten Markazi tartomány, keleten Azná megye, délen Aligudarz megye, nyugaton Horramábád megye, északnyugaton Borudzserd megye határolja. Székhelye a 121 000 fős Dorud városa. Második legnagyobb városa az 1000 fős Csáláncsulán, további városai: Hesmatábád és Nászeroddin. A megye lakossága 159 026 fő. A megye két kerületre oszlik: Központi kerület és Sziláhór kerület.

## Fordítás
- Ez a szócikk részben vagy egészben  a   Dorud County című angol Wikipédia-szócikk ezen változatának fordításán alapul.  Az eredeti cikk szerkesztőit annak laptörténete sorolja fel. Ez a jelzés csupán a megfogalmazás eredetét és a szerzői jogokat jelzi, nem szolgál a cikkben szereplő információk forrásmegjelöléseként.